# Rhinotus dempuranus
Rhinotus dempuranus är en mångfotingart som beskrevs av Carl. Rhinotus dempuranus ingår i släktet Rhinotus och familjen Siphonotidae. Inga underarter finns listade i Catalogue of Life.